# Kim Weston
Agatha Nathalia (Kim) Weston (Detroit, 20 december 1939) is een Amerikaanse soulzangeres.

## Carrière
Zoals heel veel soulzangers begon Kim Weston al in haar vroegste jeugd met het zingen van gospelmuziek. Als tiener maakte ze deel uit van een gospelgroep die zich The Wrights noemde. Ze tekende in 1961 een contract met het platenlabel Motown Records van Berry Gordy. Haar eerste, bescheiden, hit was Love Me All The Way. Hogere noteringen in de rhythm-and-blues-charts en de Billboard Hot 100 scoorde ze met Take Me in Your Arms (Rock Me a Little While) (1965) en Helpless (1966). De meeste van haar songs waren geschreven en geproduceerd door het trio Holland-Dozier-Holland en opgenomen met begeleiding van Motowns vaste sessiemuzikanten The Funk Brothers met achtergrondzang van The Andantes.
Westons grootste succes voor Motown kwam toen ze duetten ging zingen met  Marvin Gaye als opvolgster van Mary Wells, die het label had verlaten met ruzie over haar contract. Het nummer It Takes Two (1967) van Gaye en Weston werd een grote hit en geldt nog steeds als een Motown-klassieker. Het was geschreven en geproduceerd door Motowns talentscout William "Mickey" Stevenson, met wie ze in 1966 getrouwd was, en Sylvia Moy. Stevenson schreef eerder (samen met Marvin Gaye) ook een van Motowns beroemdste songs Dancing in the Street die eigenlijk voor Kim Weston bedoeld was, maar die ze afwees. Vervolgens hadden Martha & The Vandellas er in 1964 hun allergrootste hit mee.
Net als eerder Mary Wells en later Brenda Holloway kreeg ook Kim Weston ruzie met Berry Gordy over contracten en geld. Zij en Mickey Stevenson verlieten Motown in 1967 en deden het label een proces aan over achterstallige uitbetalingen. Ze gingen werken voor MGM Records. Daar deed men niet veel aan promotie van haar platen en daardoor bleven de singles I Got What You Need en Nobody vrijwel onopgemerkt. Ondertussen had Motown in Tammi Terrell een nieuwe partner gevonden voor Marvin Gaye en het succes van hun hits overvleugelde dat van It Takes Two. Wel succesvol was Kim Westons album This Is America uit 1968, met onder meer haar versie van het Black National Anthem Lift Every Voice and Sing. Deze werd als single uitgebracht, waarbij de opbrengsten aan het United Negro College Fund werden gedoneerd.
Ze nam nog meer albums op voor diverse labels, waaronder in 1969 een duettenalbum met Johnny Nash. Geen van deze platen had commercieel succes. Ze speelde in 1971 een gastrolletje in een aflevering van de sitcom The Bill Cosby Show. Kim Weston was in 1972 een van de belangrijke artiesten op het Wattstax-festival (het "zwarte Woodstock") in Los Angeles, waar ze zowel Lift Every Voice and Sing als het Amerikaanse volkslied The Star-Spangled Banner zong. Daarna verhuisde ze voor enige tijd naar Israël om te werken met jonge zangers.
Hernieuwd succes kwam in de jaren tachtig, toen ze, net als veel andere vroegere Motown-artiesten, een contract tekende bij het Britse label Motorcity Records van Ian Levine. Haar single Signal Your Intention en haar album Investigate (1990) bereikten hoge posities in de Britse hitparades. Ze maakte toen ook nieuwe versies van oude Motown-hits als Helpless, Take Me in Your Arms en (alsnog) Dancing in the Street.
Weston werd later diskjockey bij een lokaal radiostation in Detroit. Af en toe treedt ze nog op en ze is op tournee geweest met haar vroegere Motowncollega's Mary Wilson, Martha Reeves en Brenda Holloway.

## Discografie

### Albums
- 1966: It Takes Two (met  Marvin Gaye)
- 1966: Take Me in Your Arms (niet uitgebracht)
- 1967: For the First Time
- 1968: This Is America
- 1969: Johnny Nash and Kim Weston (met Johnny Nash)
- 1970: Big Brass Four Poster
- 1970: Kim Kim Kim
- 1990: Investigate
- 1992: Talking Loud (niet uitgebracht)

Compilatie-albums
- 1991: Greatest Hits & Rare Classics
- 1996: The Very Best of the Motorcity Recordings
- 2003: 20th Century Masters - The Millennium Collection: The Best of Kim Weston
- 2005: Motown Anthology

### Singles
- 1963: Love Me All the Way
- 1964: What Good Am I Without You (met Marvin Gaye)
- 1963: Just Loving You
- 1963: Looking for the Right Guy
- 1964: A Little More Love
- 1965: I'll Never See My Love Again,
- 1965: Take Me in Your Arms (Rock Me a Little While)
- 1966: Helpless
- 1967: It Takes Two (met Marvin Gaye)
- 1967: I Got What You Need
- 1967: Nobody
- 1968: Lift Every Voice and Sing
- 1988: Signal Your Intention

### NPO Radio 2 Top 2000
| Nummer met noteringen in de NPO Radio 2 Top 2000 | '99  | '00  |
| ------------------------------------------------ | ---- | ---- |
| It Takes Two (met Marvin Gaye)                   | 1920 | 1839 |

1. ↑  Een vetgedrukt getal geeft de hoogste notering aan.
2. ↑  Deze tabel is bijgewerkt tot en met de laatste editie (2024).